# Communauté de communes Bièvre Isère
Die Communauté de communes Bièvre Isère ist ein französischer Gemeindeverband mit Rechtsform einer Communauté de communes im Département Isère und umfasst 50 Gemeinden. Der Verwaltungssitz befindet sich im Ort Saint-Étienne-de-Saint-Geoirs. Der Namensteil Bièvre bezieht sich auf das Plateau de Bièvre, eine langgestreckte Talebene zwischen Voiron bei Grenoble und dem Rhonetal bei Roussillon.

## Historische Entwicklung
Der Gemeindeverband ist am 1. Januar 2014 entstanden durch den Zusammenschluss der Communauté de communes du Pays de Bièvre-Liers mit der Communauté de communes Bièvre Chambaran. Letztere war selbst das Ergebnis einer zwei Jahre früher durchgeführten Fusion der Communauté de communes de Bièvre Toutes Aures und der Communauté de communes du Pays de Chambaran.
Mit Wirkung vom 1. Januar 2016 fusionierte der Gemeindeverband mit der Communauté de communes de la Région Saint-Jeannaise, wurde danach unter demselben Namen neu gegründet und dadurch zu einer neuen Körperschaft (Wechsel des SIREN-Codes von 200 040 723 auf nunmehr 200 059 392).
Mit Wirkung vom 1. Januar 2018 verließ die Gemeinde Meyssiez den Verband und schloss sich der Communauté d’agglomération Vienne Condrieu an.
Mit Wirkung vom 1. Januar 2019 gingen die ehemaligen Gemeinden Ornacieux und Balbins in die Commune nouvelle Ornacieux-Balbins auf. Ebenso gingen die ehemaligen Gemeinden Semons, Arzay, Commelle und Nantoin in die Commune nouvelle Porte-des-Bonnevaux auf. Dadurch verringerte sich die Anzahl der Mitgliedsgemeinden auf 50.

## Aufgaben
Zu den vorgeschriebenen Kompetenzen gehören die Entwicklung und Förderung wirtschaftlicher Aktivitäten und des Tourismus sowie die Raumplanung auf Basis eines Schéma de Cohérence Territoriale. Der Gemeindeverband bestimmt die Wohnungsbaupolitik und betreibt eine Reihe von Diensten für die Infrastruktur, darunter die Rettungsdienste, die Straßenmeisterei, die Wasserversorgung, Abwasserentsorgung und die Müllabfuhr und -entsorgung. Im landwirtschaftlichen Bereich betreibt er die Schlachthöfe und Großmärkte. Zusätzlich baut und unterhält der Verband Kultureinrichtungen und fördert deren Veranstaltungen.

## Mitgliedsgemeinden
| Gemeinde                            | Einwohner 1. Januar 2022 | Fläche km² | Dichte Einw./km² | Code INSEE | Postleitzahl |
| ----------------------------------- | ------------------------ | ---------- | ---------------- | ---------- | ------------ |
| Artas                               | 1.815                    | 14,15      | 128              | 38015      | 38440        |
| Beaufort                            | 576                      | 8,69       | 66               | 38032      | 38270        |
| Beauvoir-de-Marc                    | 1.103                    | 11,27      | 98               | 38035      | 38440        |
| Bossieu                             | 327                      | 13,48      | 24               | 38049      | 38260        |
| Bressieux                           | 91                       | 0,89       | 102              | 38056      | 38870        |
| Brézins                             | 2.282                    | 8,26       | 276              | 38058      | 38590        |
| Brion                               | 142                      | 3,94       | 36               | 38060      | 38590        |
| Champier                            | 1.583                    | 14,43      | 110              | 38069      | 38260        |
| Châtenay                            | 432                      | 4,62       | 94               | 38093      | 38980        |
| Châtonnay                           | 1.958                    | 31,84      | 61               | 38094      | 38440        |
| Culin                               | 785                      | 7,32       | 107              | 38141      | 38300        |
| Faramans                            | 1.148                    | 10,79      | 106              | 38161      | 38260        |
| Gillonnay                           | 1.020                    | 14,29      | 71               | 38180      | 38260        |
| La Côte-Saint-André                 | 4.793                    | 27,93      | 172              | 38130      | 38260        |
| La Forteresse                       | 337                      | 9,22       | 37               | 38171      | 38590        |
| La Frette                           | 1.092                    | 11,80      | 93               | 38174      | 38260        |
| Lentiol                             | 247                      | 7,60       | 33               | 38209      | 38270        |
| Lieudieu                            | 347                      | 5,94       | 58               | 38211      | 38440        |
| Longechenal                         | 605                      | 8,12       | 75               | 38213      | 38690        |
| Marcilloles                         | 1.186                    | 9,50       | 125              | 38218      | 38260        |
| Marcollin                           | 613                      | 10,69      | 57               | 38219      | 38270        |
| Marnans                             | 132                      | 6,60       | 20               | 38221      | 38980        |
| Meyrieu-les-Étangs                  | 1.029                    | 8,54       | 120              | 38231      | 38440        |
| Montfalcon                          | 131                      | 5,82       | 23               | 38255      | 38940        |
| Mottier                             | 843                      | 10,72      | 79               | 38267      | 38260        |
| Ornacieux-Balbins                   | 878                      | 12,15      | 72               | 38284      | 38260        |
| Pajay                               | 1.052                    | 14,32      | 73               | 38291      | 38260        |
| Penol                               | 377                      | 12,16      | 31               | 38300      | 38260        |
| Plan                                | 296                      | 6,10       | 49               | 38308      | 38590        |
| Porte-des-Bonnevaux                 | 2.085                    | 43,88      | 48               | 38479      | 38260        |
| Royas                               | 410                      | 5,48       | 75               | 38346      | 38440        |
| Roybon                              | 1.103                    | 67,31      | 16               | 38347      | 38940        |
| Saint-Agnin-sur-Bion                | 1.161                    | 9,70       | 120              | 38351      | 38300        |
| Sainte-Anne-sur-Gervonde            | 757                      | 7,67       | 99               | 38358      | 38440        |
| Saint-Clair-sur-Galaure             | 261                      | 15,30      | 17               | 38379      | 38940        |
| Saint-Étienne-de-Saint-Geoirs       | 3.352                    | 18,62      | 180              | 38384      | 38590        |
| Saint-Geoirs                        | 487                      | 6,93       | 70               | 38387      | 38590        |
| Saint-Hilaire-de-la-Côte            | 1.598                    | 13,75      | 116              | 38393      | 38260        |
| Saint-Jean-de-Bournay               | 4.762                    | 26,87      | 177              | 38399      | 38440        |
| Saint-Michel-de-Saint-Geoirs        | 290                      | 7,14       | 41               | 38427      | 38590        |
| Saint-Paul-d’Izeaux                 | 303                      | 7,63       | 40               | 38437      | 38140        |
| Saint-Pierre-de-Bressieux           | 778                      | 23,08      | 34               | 38440      | 38870        |
| Saint-Siméon-de-Bressieux           | 3.107                    | 18,79      | 165              | 38457      | 38870        |
| Sardieu                             | 1.184                    | 11,20      | 106              | 38473      | 38260        |
| Savas-Mépin                         | 879                      | 10,43      | 84               | 38476      | 38440        |
| Sillans                             | 1.923                    | 12,61      | 152              | 38490      | 38590        |
| Thodure                             | 789                      | 14,43      | 55               | 38505      | 38260        |
| Tramolé                             | 802                      | 6,99       | 115              | 38512      | 38300        |
| Villeneuve-de-Marc                  | 1.162                    | 26,18      | 44               | 38555      | 38440        |
| Viriville                           | 1.704                    | 30,46      | 56               | 38561      | 38980        |
| Communauté de communes Bièvre Isère | 56.117                   | 695,63     | 81               | –          | –            |